# Compoca Nord
In den Niederlanden wurde um 2008 über die Entwicklung eines neuen Schiffstyps nachgedacht, die CompoCa Nord. Dieses Schiff sollte komplett aus Verbundwerkstoffen hergestellt werden und mit einer Länge von 67,0 m und einer Breite von 5,75 m die Canal-du-Nord-Abmessungen einhalten. Ein Konsortium niederländischer Unternehmen, die sich mit dem Leichtbau beschäftigen, wollte dieses Schiff entwickeln. Der Name CompoCa setzt sich im Niederländischen aus Composiet Canal du Nord zusammen.

## Konstruktion
Der gesamte Rumpf mit Aufbauten und Lukenabdeckungen wird aus Verbundwerkstoff gebaut. Dadurch wird eine Gewichtsersparnis gegenüber einem Stahlschiff von 50 Prozent erreicht. Der Antrieb erfolgt dieselelektrisch mit zwei Ruderpropellern achtern und einem Bugstrahlruder. Die Antriebsmotoren und Generatoren, vorgesehen sind 2 × 200 kW, sind mittschiffs zwischen den beiden je 22,50 m langen Laderäumen eingebaut. Dort werden auch die Kraftstofftanks eingebaut. Dadurch ist es möglich im Achterschiff eine Wohnung über zwei Ebenen einzubauen. Im unteren Teil befinden sich drei Schlafräume, das Bad und je ein Frischwasser- und ein Abwassertank, darüber ein 30 m² großer Wohnraum und die Küche.
Leer soll das Schiff einen Tiefgang von rund 0,30 m haben und durch die Anordnung der Maschinen in der Mitte des Schiffs auf ebenem Kiel liegen. Bei einem Tiefgang von 3,0 m hat es eine Tragfähigkeit von 900 Tonnen. Die durch das geringere Gewicht zu erwartenden Ersparnisse bei den Treibstoffkosten sollen innerhalb von fünf Jahren die Mehrkosten der Leichtbauweise wieder einfahren. Das Einsatzgebiet reicht von Paris bis nach Polen. Selbst bei Wasserständen von 1,20 Metern kann das Schiff noch 350 Tonnen Ladung transportieren.

## Bau- und Entwicklungskosten
Die Bau- und Entwicklungskosten für das erste Schiff wurden mit 2,1 Millionen Euro veranschlagt. Die EU-Kommission hat 600.000 Euro für die Entwicklungskosten bereitgestellt. Später soll das Schiff rund 900.000 Euro kosten.